# ゴールの旧市街と要塞
ゴールの旧市街と要塞（ゴールのきゅうしがいとようさい）は、スリランカ南部州の港町ゴールに築かれた要塞と、その城壁内に形成された歴史地区を対象とするUNESCOの世界遺産リスト登録物件である。

## 歴史

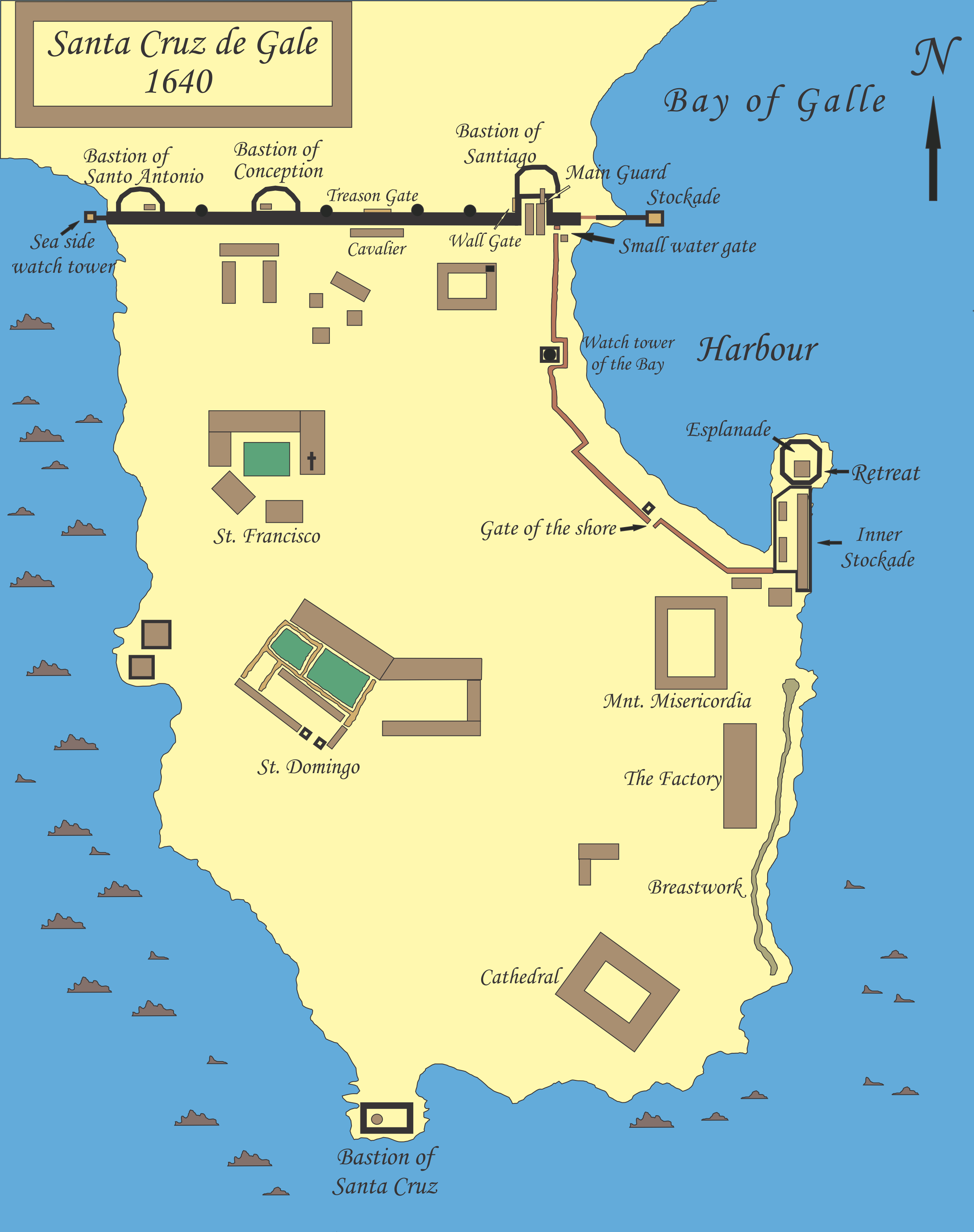
1640年のサンタ・クルス砲台と防衛施設

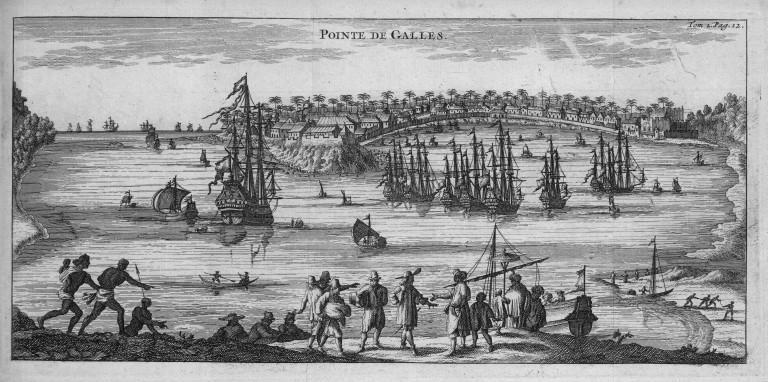
1754年ころのゴールを描いた絵画

ゴールは古くから交易拠点となっていたと考えられ、イブン・バトゥータの著書にも見られるが、ヨーロッパ人がゴールに到達したのは1505年のことである。最初に到達したのはローレンソ・デ・アルメイダ率いるポルトガル船だったが、これは偶発的なものだった。1507年に貿易が始まり、ポルトガル人たちは拠点を築き、強化していった。1625年には3つの稜堡とサンタ・クルズ砲台が設置された。これは現在残る要塞よりもずっと簡素なものであったが、ゴール要塞の成立と見なされている。
このポルトガルの拠点は1640年にヤコプ・コステル率いるオランダ軍の攻勢によって陥落し、オランダ海上帝国の一部となった。オランダはポルトガル人の都市計画を土台にしつつも、多くの点で変更を行い、現在残るゴールの基本形を作り上げていった。旧市街を囲む城壁は1663年に築かれたものであり、1669年には主要な3つの稜堡を含む要塞が完成した。オランダ語でステル（星）、ゾン（太陽）、マアン（月）と名づけられたそれらの稜堡は、今もそれぞれスター、サン、ムーンと呼ばれている。
18世紀になると勢力を伸ばしていたイギリスへの警戒からさらに11の稜堡が増やされるなどの強化がなされたが、1796年にイギリスの手に落ちた。しかし、無血譲渡であったために、当時の建造物群の多くが破壊されることはなかった。さらに、19世紀後半にはコロンボの交易拠点としての重要性が増したことで、ゴールは地方商業の拠点に過ぎなくなったが、それによってかえって街並みは良好に保存された。

## 登録対象

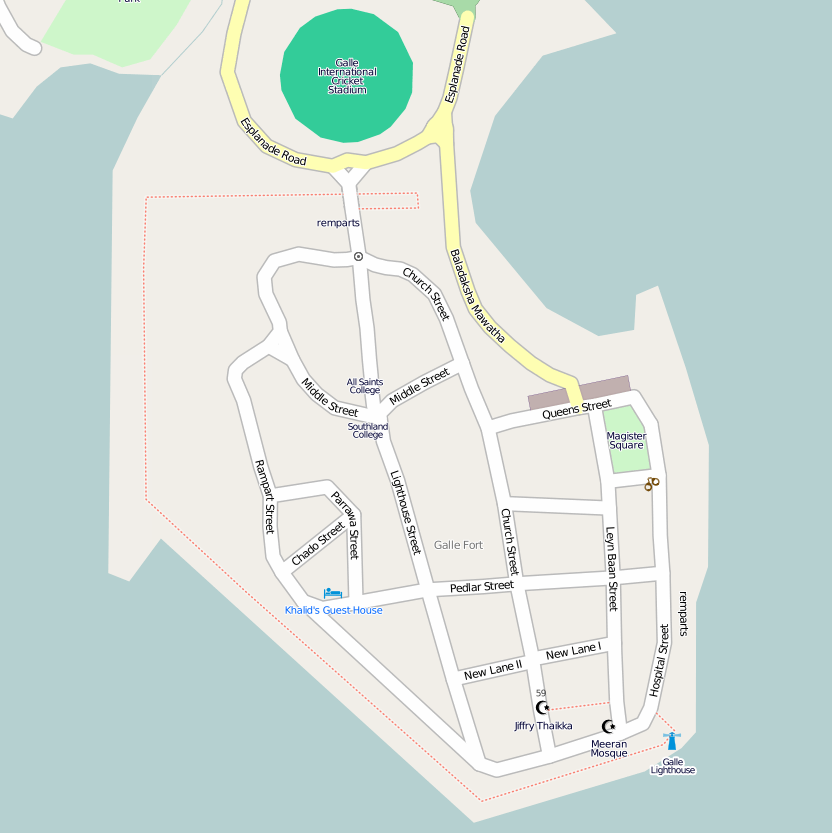
ゴール・フォートが存在する地区の地図（地図中にフォートの城壁などは書き込まれていない）

ゴール市内は大きく分けると3つの地区に分類される。半島部に形成された要塞が残るフォート・エリア、海岸や国道沿いに見られるムスリム商人の多い商店街エリア、仏教寺院が多く見られる丘陵部の住宅地エリアである。このうち、世界遺産対象地域になっているのはフォート・エリアである。
フォート内部はオランダ植民都市にしばしば見られる格子状の街路が走るが、地形に合わせて若干の変形が見られる。オランダ人やイギリス人が居住してきたことから、ゴール市内のキリスト教会4つのうち、3つがフォート・エリアに残っている。オランダ植民都市時代に築かれたオランダ改革派教会（1752年）、イギリス国教会に属する諸聖人教会（1871年）、そしてメソジストの教会堂である。かつてはポルトガル植民都市時代に築かれたカトリックの聖堂もあったが、17世紀にオランダによって取り壊され、その跡地には仏教寺院のウィクラマシンハ寺院（1889年）が建っている。
現在のフォート・エリア内にはムスリムが多く住む。1999年の統計ではフォート・エリアの住民2197人中、ムスリムは1009人で、シンハラ人の1159人と大差がない。これは伝統的に住んでいるムスリム（スリランカ・ムーア）のほか、スリランカ独立後、ヨーロッパ人やバーガー人の外部への流出によって空いた住居に移住してきた者たちが含まれている。そのため、モスクもフォート・エリア内に4つあり、そこにはオランダ植民都市時代に起源を持つメーラ・モスク（1904年）も含まれる。以上、キリスト教、仏教、イスラームのそれぞれの施設は残るが、ヒンドゥー教の寺院はない。

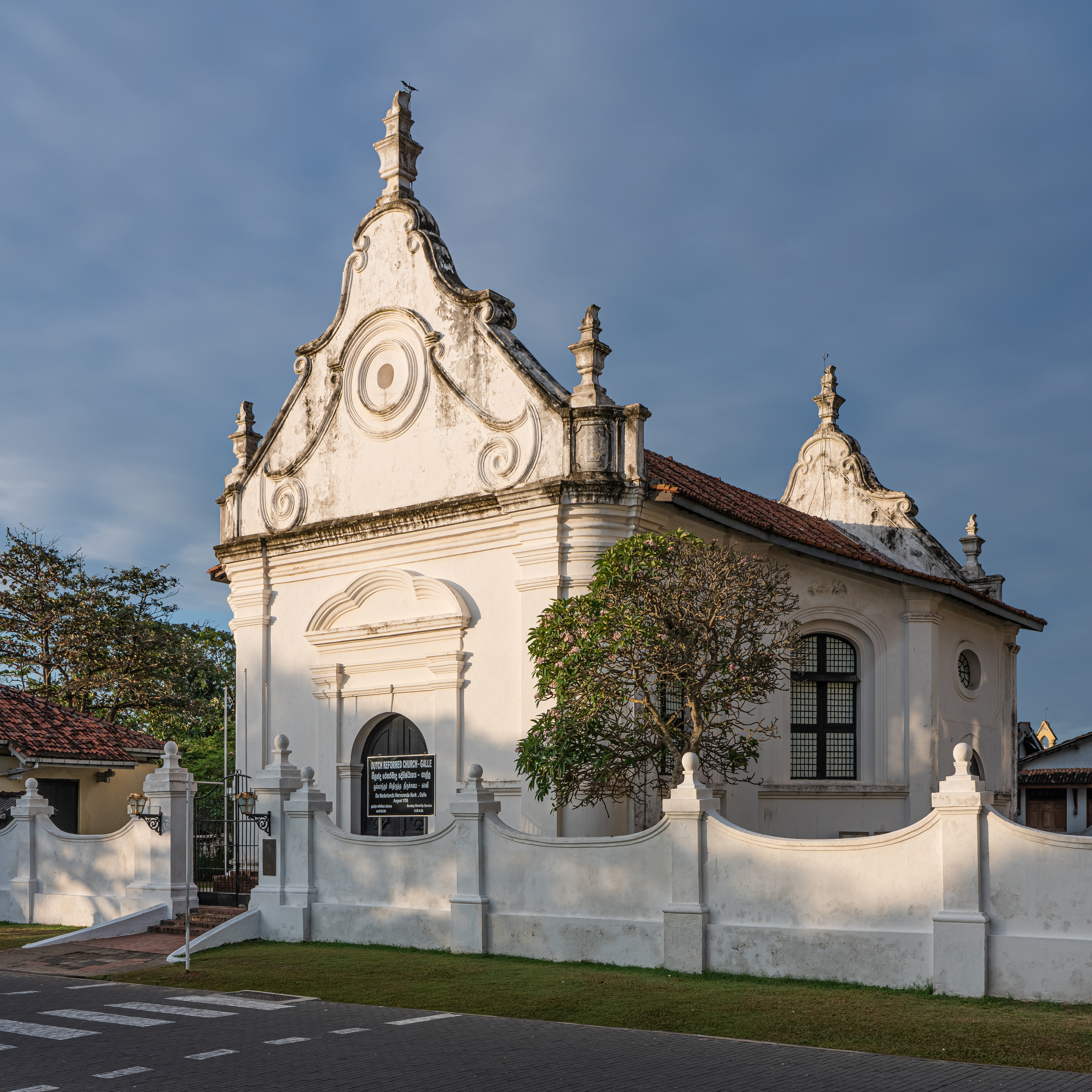
オランダ改革派教会
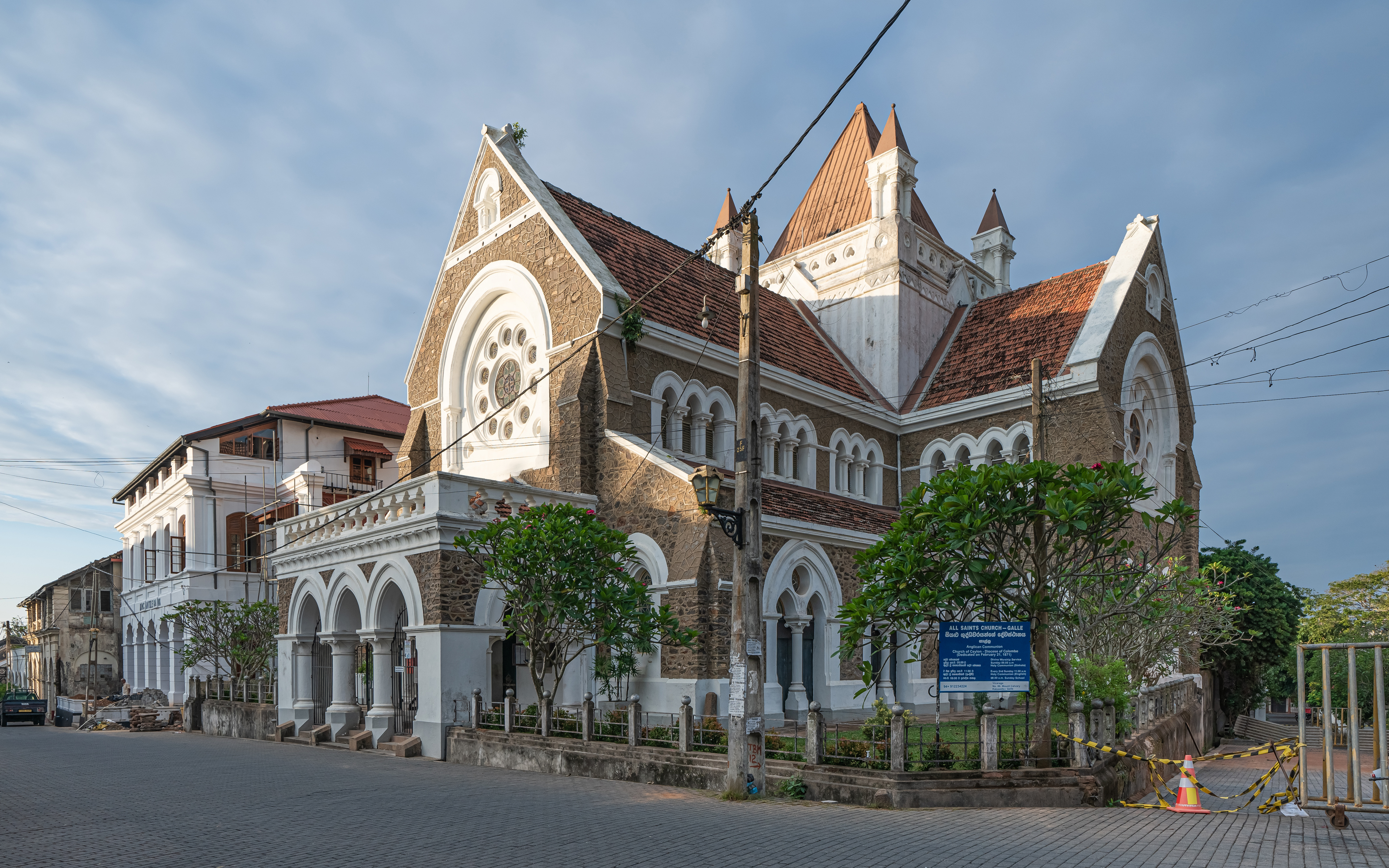
諸聖人教会
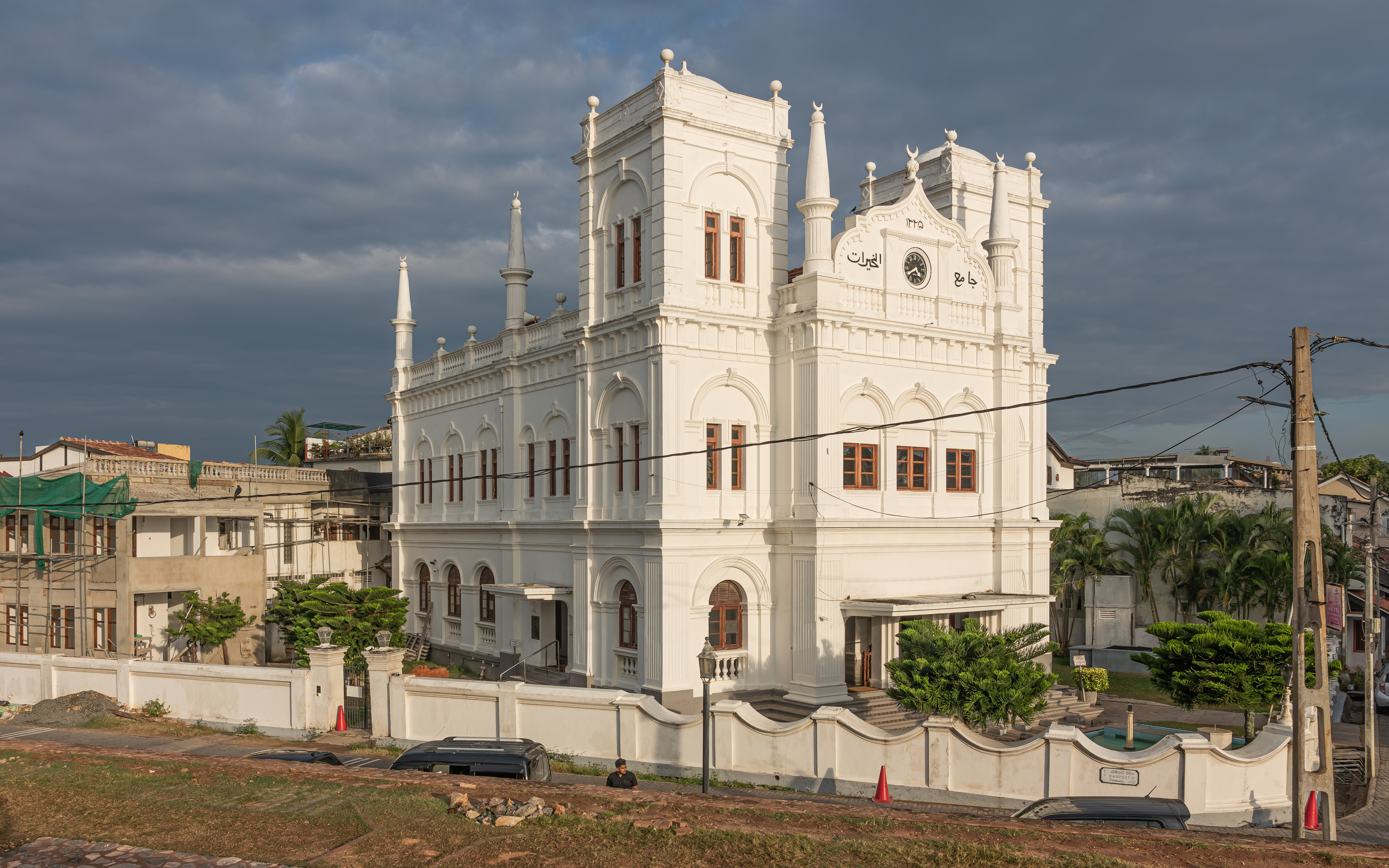
メーラ・モスク

旧ゴール総督府の建物は民間企業に委譲されたが、今も残っている。ほかにも旧兵舎は郵便局、旧オランダ軍病院は地方役場、旧商業銀行はセイロン商業銀行など、用途の転用はあっても、オランダ時代の建造物群はいくつも残っている。また、フォート内に残る住居群にはオランダ式の様式が持ち込まれたが、ベランダや中庭の配置などには、地元の様式との融合が見られると指摘されている。

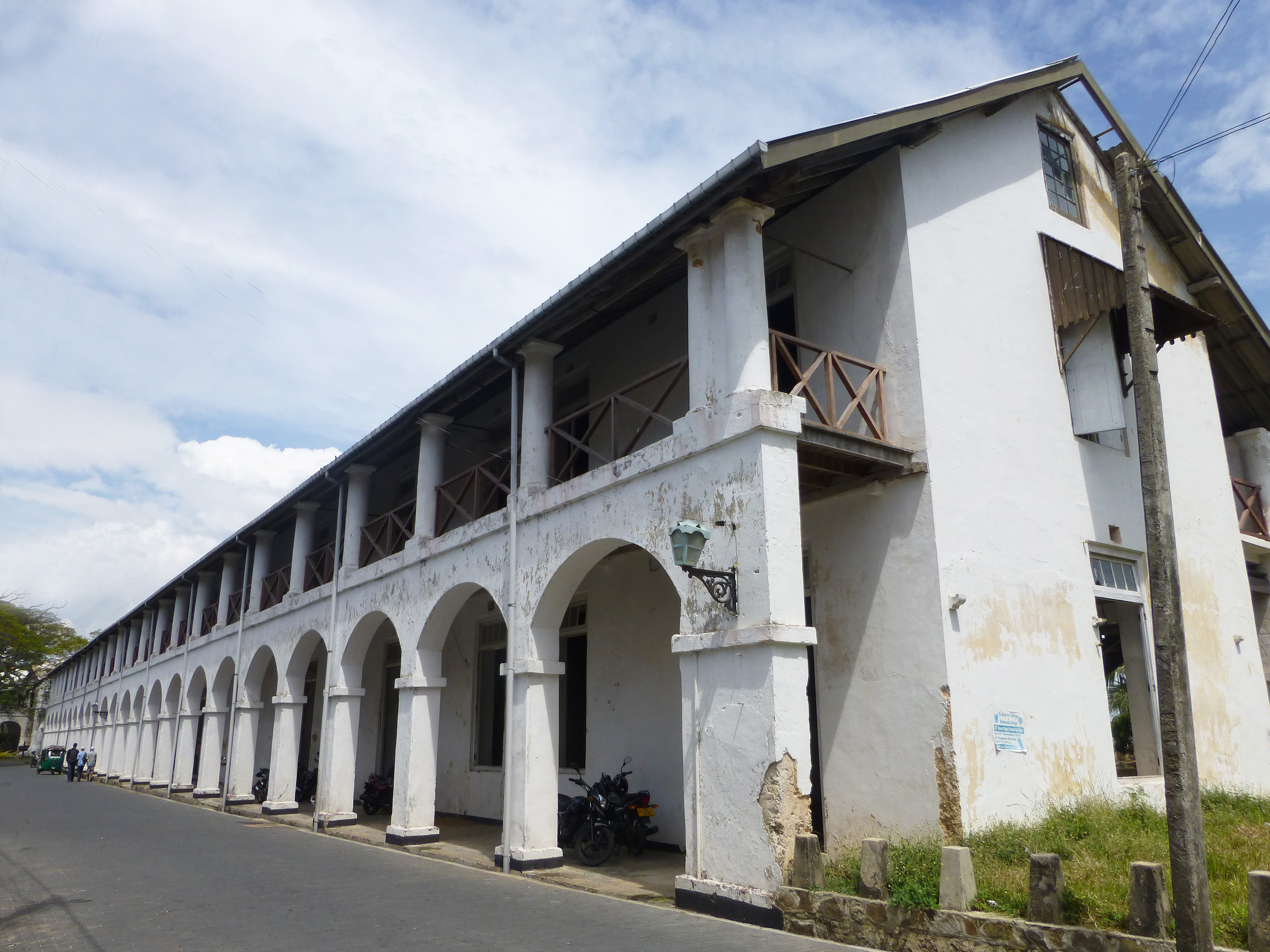
旧オランダ軍病院
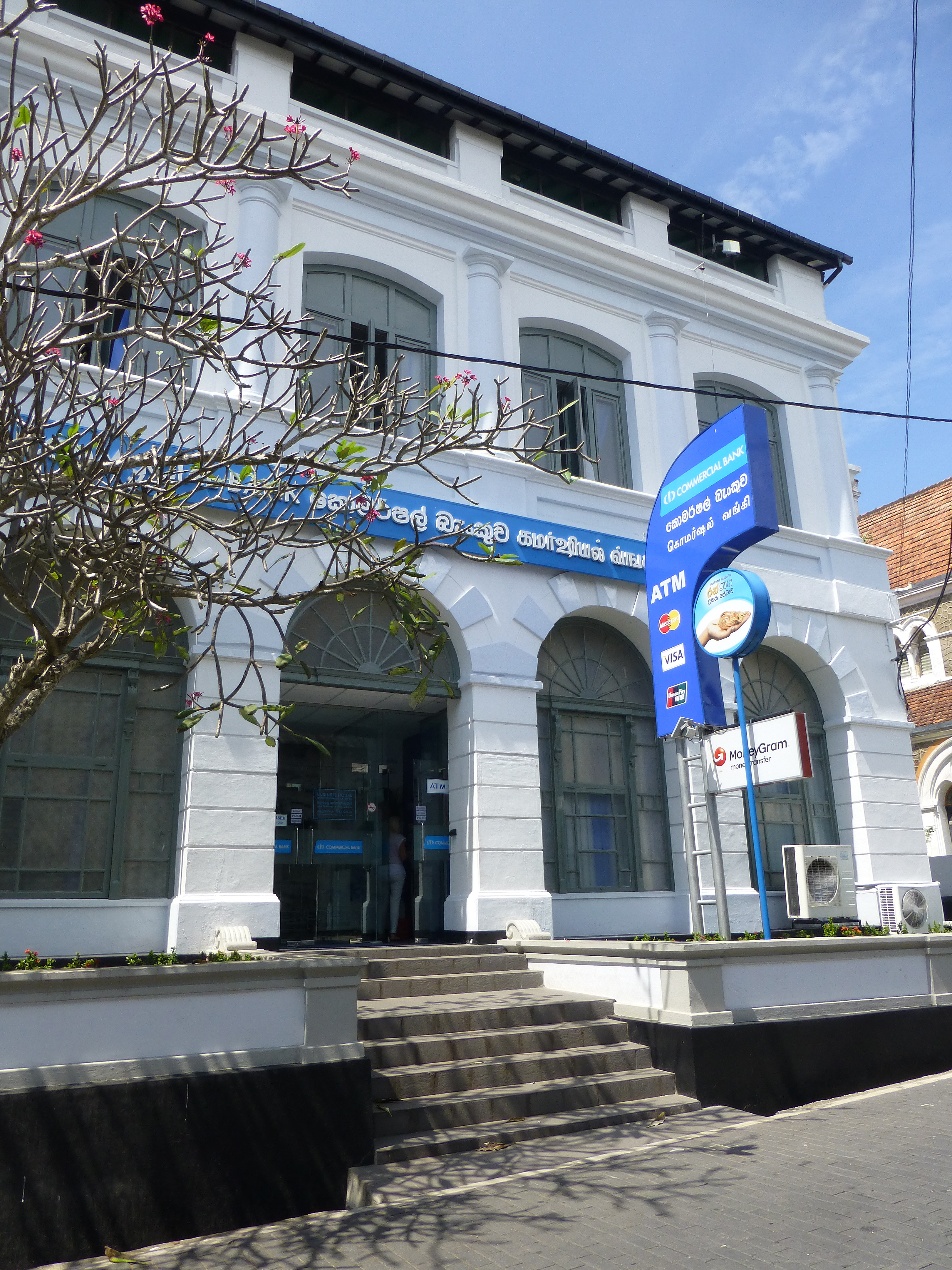
セイロン商業銀行
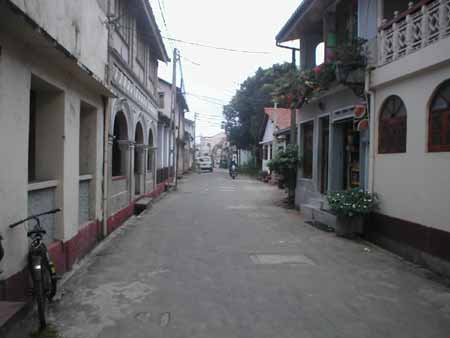
住宅が並ぶ街路

オランダからの影響で重要なのは排水施設である。フォートの旧市街には海抜0m以下の地域があるため、生活排水の処理は重要な課題となった。オランダは母国の経験を生かし、潮の干満を利用する排水システムを形成した。イギリスはこのシステムを発展させ、1888年には稜堡のひとつであるトリトン・バスチョン近くに風車を設置した。

## 登録経緯
この世界遺産の推薦は1986年12月31日のことだった。これに対し、世界遺産委員会の諮問機関である国際記念物遺跡会議 (ICOMOS) は「登録」を勧告し、1988年の第12回世界遺産委員会でほかにスリランカが推薦していた聖地キャンディ、シンハラジャ森林保護区とともに正式登録が認められた。

### 登録名
世界遺産としての正式登録名は、英語: Old Town of Galle and its Fortifications、フランス語: Vieille ville de Galle et ses fortifications である。その日本語訳は以下のように、資料によってわずかな揺れがある。
- ゴールの旧市街と要塞 - ユネスコ世界遺産センター/講談社[19]
- ゴール旧市街とその要塞群 - 日本ユネスコ協会連盟[20]
- ゴールの旧市街とその要塞 - 世界遺産アカデミー[21]
- ゴールの旧市街と城塞 - 古田陽久・古田真美[22]

## 登録基準
この世界遺産は世界遺産登録基準のうち、以下の条件を満たし、登録された（以下の基準は世界遺産センター公表の登録基準からの翻訳、引用である）。
- (4) 人類の歴史上重要な時代を例証する建築様式、建築物群、技術の集積または景観の優れた例。
- ICOMOSの勧告では、この基準の適用理由について、「ゴールは16世紀から19世紀におけるヨーロッパの建築と南アジアの伝統の相互作用を例証する都市建造物群の顕著な例を提供している。これを形成する諸特質の中でも傑出した価値を持つ都市建造物は、かつてはトリトン稜堡の風車で動いていた揚水機に管理され、海水とともに流されるようになっていた17世紀当時のままの排水機構である」[23]と説明していた。